# Commentarii de bello civili
Il De bello civili ("La guerra civile"), da non confondere con il Bellum civile o Pharsalia di Lucano, è la seconda opera di Gaio Giulio Cesare conservatasi.
È composto da tre libri o Commentarii e descrive gli avvenimenti riguardanti la guerra civile degli anni 49 — 48 a.C.; le tempistiche della stesura sono tuttora dibattute, così come quelle della pubblicazione, le ipotesi più accreditate sono le seguenti: stesura e pubblicazione contemporanee ai fatti narrati o immediatamente successive; stesura e pubblicazione nel 45; stesura in una delle date di cui sopra e pubblicazione ad opera del cesariano Aulo Irzio poco dopo la morte del dittatore nel 44 a.C.
Nel 49 a.C. Cesare ambiva alla carica di console; la legge (anche se ampiamente disattesa altre volte) non gli permetteva di candidarsi in absentia. Doveva essere presente a Roma e lo poteva fare solo in qualità di privato cittadino (e quindi avrebbe dovuto abbandonare la Gallia Cisalpina e le sue legioni); d'altra parte se avesse avuto l'ardire di presentarsi sarebbe caduto sotto i colpi non solo politici di Pompeo che si era nuovamente alleato al Senato e nella migliore delle ipotesi sarebbe stato estromesso dalla lotta politica; nella peggiore, dall'elenco dei vivi.

## Libro primo
La guerra civile esplode quando Cesare il 1º gennaio 49 A.C., inviate lettere al Senato e viste respinte le sue proposte per comporre pacificamente le divergenze politiche con il Senato stesso e con Pompeo, decide di marciare su Roma. 
Il 10 gennaio, forse pronunciando davvero la famosa frase Alea iacta est (ma Svetonio riporta "Iacta alea est" cfr. Svet. De vita Cesarum, I, 32), passa il Rubicone, confine fra l'Italia e la Gallia Cisalpina che non poteva essere attraversato da un esercito in armi. Cesare viene quindi dichiarato nemico di Roma e Pompeo, autorizzato dal Senato effettua la coscrizione di un esercito. Cesare con due sole legioni avanza fino ad Ascoli Piceno dove attrae le coorti di Publio Cornelio Lentulo Spintere e poi si sposta ad assediare Corfinio, città difesa da Vibullio Rufo che riesce a raccogliere tredici coorti e da Lucio Domizio Enobarbo che comandava altre venti coorti.
Domizio chiede l'aiuto di Pompeo fermo a Lucera. Pompeo compie l'errore di non intervenire, anzi, di spostarsi a Brindisi. Nel frattempo a Cesare arrivano ventidue coorti dell'Ottava Legione e trecento cavalieri inviati dal re del Norico. Domizio tenta la fuga ma viene catturato assieme ad altri comandanti di Pompeo. Cesare prende con sé gli uomini e, mostrando clemenza, lascia andare i capi. Sette giorni dopo essere arrivato a Corfinio è già in Puglia, ha raccolto sei legioni, tre di veterani e tre completate durante la marcia, ormai è a contatto con Pompeo e tenta di chiudere la flotta senatoriale nel porto di Brindisi.
Presi dal panico, nonostante avessero la possibilità di gestire discrete forze armate, Pompeo e buona parte dei senatori si rifugiano oltre l'Adriatico, a Durazzo. Cesare, fermato dalla mancanza di navi, invia parte delle sue forze in Sardegna e in Sicilia dove le popolazioni insorgono contro il Senato e accolgono i cesariani. Cesare stesso rientra a Roma, convoca il Senato (i senatori rimasti ma non per questo tutti a lui favorevoli).
In questi trentadue capitoli Cesare più volte ricorda di aver intrapreso questa avventura perché forzato dagli avversari politici. Già nella contio ad milites (che Cesare situa a Ravenna mentre Svetonio la sposta a Rimini) Cesare lamenta che gli avversari non hanno accettato le sue pacate proposte mentre:
(Gaio Giulio Cesare, La guerra civile, Rizzoli, Milano, 2004. a cura di M. Bruno.)
Cesare, qui e ancora e spesso nei capitoli successivi, ribadisce il suo punto di vista: di essersi mantenuto nella legalità fino a quando non è stato costretto all'uso della forza dall'illegalità degli avversari. Si atteggia a ricercatore di pace, nelle frequenti ricerche di abboccamenti con Pompeo, ricorda che si è sempre comportato con grande misericordia nei confronti degli avversari (che non sono "nemici"). Questo, dopo le liste di proscrizione e le grandi "purghe" di Mario e Silla, vorrebbe essere la rassicurazione della classe dirigente romana che con lui poteva sperare un rientro nella normalità, nella tranquillità.
Non riuscendo a bloccare la fuga del Senato, Cesare si sposta in Provenza. Marsiglia, città alleata ma non ancora compresa nell'imperium romano, e che aveva ricevuto grandi benefici sia da Pompeo che da Cesare, sotto la spinta politica di Domizio che vi era giunto dopo essere stato rilasciato da Cesare a Corfinio, si schiera con Pompeo. Cesare ne è sdegnato, ordina la costruzione di trenta navi ad Arelate, nell'interno, e lascia tre legioni al comando di Decimo Bruto e Gaio Trebonio (che vedremo poi entrambi colpire, alle Idi di marzo) per portare avanti un assedio difficile.
Marsiglia era protetta dal mare su tre lati e il quarto era difeso da solide mura. In trenta giorni le navi sono pronte e il porto di Marsiglia viene chiuso ai traffici e Cesare lascia i legati diretto in Spagna preceduto da Gaio Fabio che apre i passi dei Pirenei.
In Spagna tre sono i legati di Pompeo: Lucio Afranio, Marco Petreio il vincitore di Catilina e Marco Terenzio Varrone Reatino. I tre legati potevano contare complessivamente su sette legioni, grandi risorse economiche e sul carisma di Pompeo che in quelle province aveva ben operato e le aveva pacificate dopo la rivolta di Sertorio. Dal capitolo 51 all'87 Cesare narra tutto il susseguirsi di scontri, inseguimenti, piccoli assedi ai campi avversari, astuzie e debolezze dei vari comandanti, la battaglia di Ilerda, il tentativo di spostamento dei pompeiani verso Tarragona, il blocco di Cesare, il tentativo di ritorno a Ilerda, la resa di Afranio e Petreio. Perché Cesare, (come racconta in LXXII)
(Gaio Giulio Cesare, La guerra civile, Rizzoli, Milano, 2004. a cura di M. Bruno)
Ancora una volta Cesare ribadisce la sua pietas, il desiderio di risparmiare i suoi ma anche gli adversarios perché tutti sono cives, concittadini. E sottolinea come mentre Petreio, dopo che i suoi soldati hanno una prima fraternizzazione con i cesariani, ne approfitta per farli uccidere a tradimento, egli "restituisca" i soldati pompeiani presi nel suo campo senza danno alcuno e arrivi a conferire gradi a centurioni passati nel suo campo.
Con la battaglia di Ilerda, Cesare si sbarazza del pericolo pompeiano in Spagna e addirittura congeda quelli dell'esercito di Pompeo che volevano smettere di guerreggiare. Chi abitava o aveva possedimenti in Spagna poteva rimanervi, gli altri, a scelta, sarebbero stati arruolati fra i cesariani o congedati una volta raggiunto il fiume Varo.

## Libro secondo
Il Commentarius Secundus inizia parlando ancora dell'assedio di Marsiglia che i due legati Decimo Bruto e Gaio Trebonio stanno conducendo da mesi. Le macchine da guerra, le torri, le vinee, i cunicoli, l'attacco delle navi di Lucio Domizio, la battaglia navale fuori del porto; Cesare offre grandi quantità di nozioni belliche. E anche il tradimento dei marsigliesi (qui definiti hostes, nemici, non adversarios) che approfittano di una tregua per distruggere il campo cesariano. Però Cesare, in quel momento è ancora in Spagna e sta avanzando verso Cordova e poi Cadice contro Varrone che teneva le legioni di rinforzo nella parte occidentale della Penisola e stava attivamente operando per rifornirsi di uomini, vettovaglie e finanziamenti. Abbandonato da una delle sue due legioni (la Vernacula), Varrone evita di combattere, consegna la legione ribelle a Giulio Cesare e poi conferisce a Cesare stesso denaro, navi e grano. Cesare torna a Tarragona via mare e poi marcia fino a Marsiglia. La città finalmente cede. Lucio Domizio fugge, Cesare lascia due legioni a presidio e ritorna a Roma dove, nel frattempo era stato nominato dittatore dal pretore Marco Emilio Lepido.
La seconda parte del libro è destinata a informarci sulla sfortunata campagna condotta da Gaio Scribonio Curione nella provincia d'Africa. Inviato a Utica per portare la guerra ai pompeiani, il legato di Cesare perde tempo e forze in una dissennata campagna che termina bruscamente con la battaglia del Bagradas, dove trova la morte, duramente sconfitto da re Giuba I contro cui, ironia della sorte, si era tanto politicamente accanito in tempi precedenti.

## Libro terzo
I primi due Commentari narrano i fatti del 49 a.C.; il terzo quelli del 48 a.C.

Cesare comincia a rimettere amministrativamente in ordine Roma, occupandosi dei problemi di chi era debitore (e dei relativi creditori), della situazione elettorale creata dalla legge di Pompeo (Lex Pompeia de ambitu che istituiva un tribunale speciale per i brogli dal 70 a.C. in poi). Infine, chiuso in qualche modo il fronte occidentale, Cesare lascia in mani pompeiane l'Africa e passa l'Adriatico portando l'assedio alle forze di Pompeo acquartierate a Durazzo. Prima, però, ci viene fatto l'elenco, impressionante, dei rinforzi in termini di uomini e vettovaglie che Pompeo è riuscito a raccogliere in quell'anno (il 48) di preparativi.

Marco Calpurnio Bibulo da Corcira gestisce le flotte pompeiane che controllano la costa dell'Epiro ma Cesare, con sette legioni, riesce a sbarcare a Paleste e da lì sale verso Orico. Pompeo che si trova in Macedonia si affretta per bloccarlo prima di Apollonia ma viene preceduto. I due eserciti si incontrano sulle due sponde del fiume Apso fra Apollonia e Durazzo.
I mesi successivi mostrano quasi una guerra di trincea con i due eserciti che tentano di circondarsi vicendevolmente con torri e fortificazioni. Marco Antonio si unisce a Cesare con altri rinforzi. Pompeo, più forte militarmente ma a corto di vettovaglie, riesce a forzare il blocco e cerca di riconquistare ad Apollonia. Ancora una volta viene preceduto da Cesare che però quasi subito lascia Apollonia e si dirige verso la Tessaglia per unirsi alle truppe che gli sta portando Domizio.
Pompeo lo segue; in pratica lo precede perché può percorrere la romana Via Egnatia, più veloce delle piste fra i monti del Pindo che Cesare deve utilizzare.
Nel tragitto, Cesare espugna Gonfi e riceve la resa di Metropoli e, il 29 luglio del 48 a.C. arriva sulla piana di Farsalo. Due giorni dopo vi giunge Pompeo che ha ricevuto anche le truppe di Scipione. Dopo varie finte e piccoli spostamenti in cui probabilmente Pompeo tentata di risparmiare le forze senatorie con un'azione di logoramento, il 9 agosto i due eserciti si scontrano.
La descrizione della battaglia occupa i capitoli dall'88 al 94 e arriva al 99 con il racconto dei postumi più importanti: la morte del pompeiano Lucio Domizio e del centurione di Cesare, Gaio Crastino.
Pompeo fugge prima a Larissa, poi ad Anfipoli, Mitilene, poi Antiochia gli chiude le porte, Rodi non lo accetta "Iamque de Caesaris adventu fama ad civitates perferebatur"; (è già arrivata alle città la fama dell'arrivo di Cesare. III, CII). Pompeo si rifugia a Pelusio, in Egitto ma la sua sorte è segnata. Potino il massimo consigliere del re Tolomeo lo fa uccidere da Achilla scortato, per non far destare dubbi, dal tribuno Lucio Settimio (ex centurione di Pompeo contro i pirati nel 67 a.C.).
Il 28 settembre del 48 a.C., alla vigilia del suo cinquantottesimo compleanno, Pompeo muore.
Gli ultimi capitoli sono dedicati alle mosse di Cesare ad Alessandria, alla corte del re traditore (che diventeranno le prime avvisaglie del Bello Alexandrino) e le ultime parole di questa grande opera sono dedicate alla vendetta romana sul traditore Potino: "'est interfectus'": "fu fatto uccidere".
Termina il De bello civili.

## Paragoni
Il paragone con gli altri grandi Commentarii di Cesare, primo l'arcinoto De bello Gallico viene spontaneo; (mutatis mutandis: stesso autore, stessa maturità stilistica e letteraria, stesso titolo, stesso tema (guerra). Inoltre la distanza temporale fra la stesura delle due opere è di pochi anni (il De bello Gallico è stato scritto nel 51 a.C.), quando la cultura e le capacità di scrittore di Cesare si erano già formate e delineate.
Il De bello civili si apre con una frase tanto lapidaria da far pensare che l'inizio del libro sia mutilo. È possibile, ma lo stile di Cesare secco e conciso, ci offre lo spunto per ritenere la supposizione inesatta.
Paragoniamo gli incipit del De bello Gallico e del De bello civili:
(Gaio Giulio Cesare,De bello Gallico, Rizzoli, Milano, 1999)
meno noto ma altrettanto lapidario il secondo:

(Gaio Giulio Cesare, 'La guerra civile, Rizzoli, Milano, 2004)
C'è tutta la necessità di Cesare di riportare i fatti (i fatti come lui li vede, naturalmente) senza fronde o tergiversazioni.
Lo stesso si può dire delle frasi finali. Il libro VII (l'ultimo lo ha scritto Irzio) termina così:
(Gaio Giulio Cesare,De bello Gallico, Rizzoli, Milano, 1999)
e la frase finale del civili:

(Gaio Giulio Cesare, La guerra civile, Rizzoli, Milano, 2004)
Anche il finale, quindi, fa apparire l'opera incompiuta. Ma un'analisi più attenta rimette in campo lo stile lapidario del grande Romano. G. Ferrara, nell'Introduzione all'edizione BUR citata, vede nell'esecuzione di Potino un Cesare che vendica Pompeo, il sacrificio agli dèi Mani dell'avversario sconfitto. Possiamo aggiungere che, soprattutto per Cesare, nessun Romano poteva essere giustiziato senza processo, e Roma, (Cesare) non poteva permettere che uno straniero, anche se primo ministro Egiziano, trucidasse un altro Romano. Il De bello civili "deve", quindi, terminare non con la sconfitta di un Romano da parte di un altro Romano ma con la riproposizione di Roma come caput mundi. La guerra civile, più terribile in quanto combattuta fra concittadini, deve essere purificata, la morte di Potino fa "dimenticare" il terribile scontro, un finale catartico, in cui Roma, ritrovata la dignitas, torna quella culla delle leggi che era stata.
Allora la guerra civile è davvero finita.

## Edizioni italiane
- La guerra civile, trad. di Giovanni Emilio Rota, 3 voll., Biblioteca di Letteratura, Milano, Signorelli, 1941.
- La guerra civile, trad. e note di Carlo Canilli, 2 voll., Biblioteca per la diffusione degli studi classici, Firenze, Sansoni, 1945.
- La guerra civile, trad. di Giuseppe Lipparini, Collana Prosatori di Roma, Bologna, Zanichelli, 1951.
- La guerra civile, trad. e cura di Antonio La Penna, Torino, Einaudi, 1954; in Opera omnia, Biblioteca della Pléiade, Einaudi, 1993, ISBN 978-88-446-0010-5, 2 voll., Collana Meridiani Classici Greci e Latini, Milano, Mondadori, 2007; Venezia, Marsilio, 1999, ISBN 978-88-317-7248-8; Introduzione di Adriano Pennacini, Prefazione di Roberto Andreotti, Collana ET. Classici n.1057, Einaudi, 2004, ISBN 978-88-061-6345-7.
- Opere. Vol. II: la guerra civile, trad. di Vito A. Sirago, Napoli, Liguori, 1973.
- La guerra civile, trad. di Enrico Oddone, Introduzione, note, bibliografia e tavola cronologica di Elio Marinoni, consulenza storica di Ida Calabi Limentani, Collezione I Classici di Storia n.5, Milano, Rusconi, 1976, 1997.
- La guerra civile, a cura di Massimo Bruno, con un saggio di Giovanni Ferrara, Collana I Classici n.463, Milano, BUR, 1984; in Le guerre, Introduzione di Lorenzo Braccesi, Milano, BUR, 2010, ISBN 978-88-170-3876-8.
- La guerra civile (De bello civili), a cura di Fernando Solinas, Collana Oscar Classici n.151, Milano, Mondadori, giugno 1989.
- La guerra civile, cura e trad. di Maria Pia Vigoriti, Introduzione di Enzo Mandruzzato, Collana Grandi Tascabili Economici, Roma, Newton Compton, 1995, ISBN 978-88-818-3137-1.
- La guerra civile, Introduzione, trad. e note di Elena Zaffagno, Collana I grandi libri, Milano, Garzanti, giugno 1996.
- La guerra civile, trad. e note di Lorenzo Montanari, Introduzione di Giovanni Cipriani e Grazia Maria Masselli, con un saggio di Federica Introna, Collana Classici Greci e Latini, Siena, Barbèra, 2008; Santarcangelo di Romagna, Rusconi, 2015, ISBN 978-88-180-2793-8.
- De bello civili. La guerra civile, trad. di Z. Di Tillio, Vestigium, 2016, ISBN 978-88-731-2754-3.